# Eugenio Lucas Velázquez
Eugenio Lucas Velázquez (n. 9 februarie 1817, Madrid, Madrid⁠(d), Spania – d. 11 septembrie 1870, Madrid, Noua Castilie⁠(d), Spania) a fost un pictor spaniol în stil romantic, cunoscut pentru scenele de gen și costumbriste care prezentau adesea elemente fantastice. Sursele din secolul al XIX-lea se referă la el ca Eugenio Lucas Padilla, ceea ce a provocat o oarecare confuzie, deși pare rezonabil să presupunem că Velázquez a fost un nume adoptat. Puține dintre picturile sale sunt semnate, ceea ce cauzează o problemă de atribuire.

## Biografie

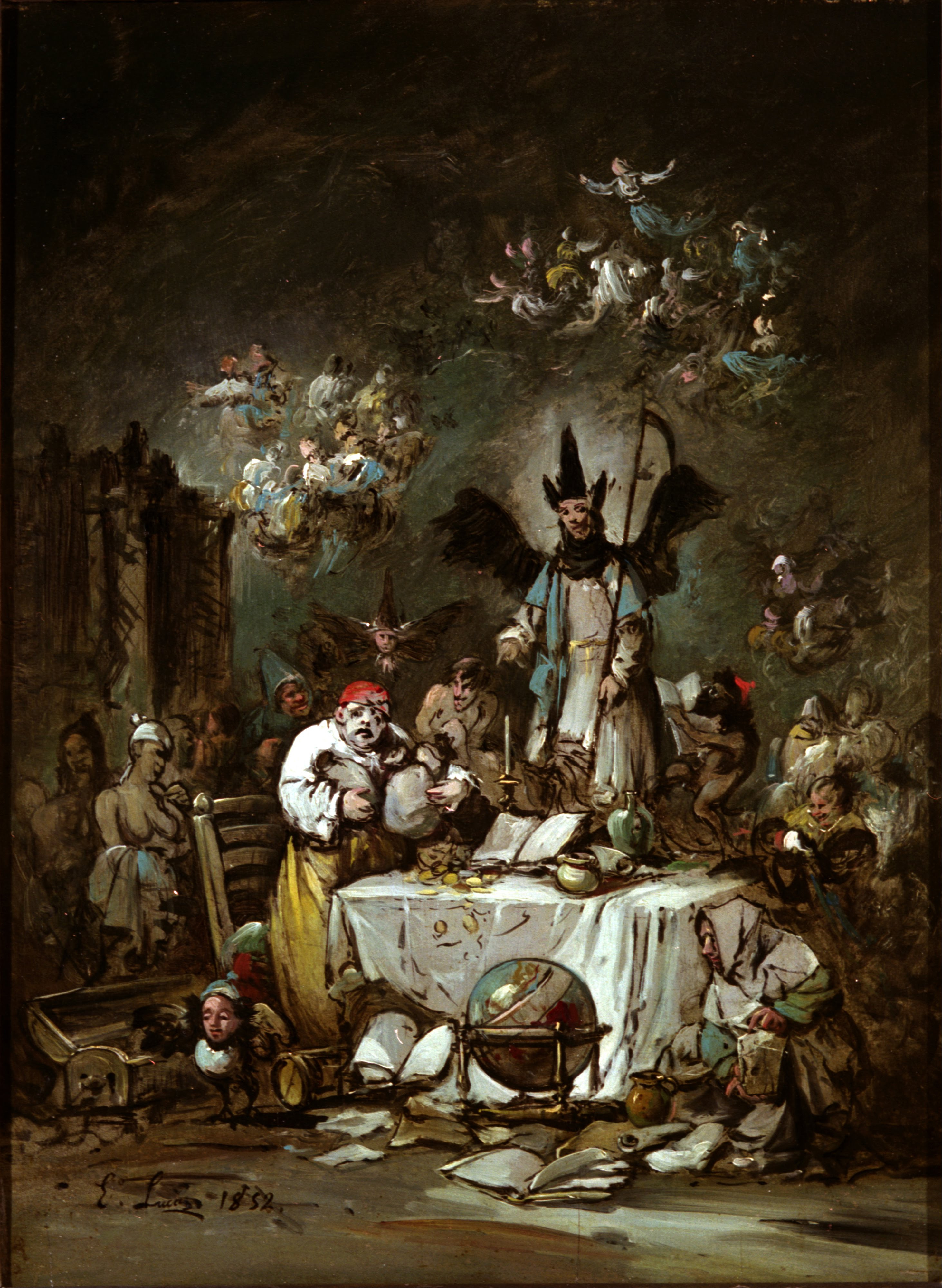
Alegorie despre avariția

S-a născut într-o familie de clasa de mijloc din Madrid și a fost inițial dulgher. Studiile sale artistice sunt greu de reconstituit. În catalogul care însoțește lucrările sale la Exposition Universelle (1855), afirmă că a frecventat Real Academia de Bellas Artes din San Fernando și a studiat cu José de Madrazo⁠(d), deși a abandonat clasicismul predat acolo. Se știe că a expus patru lucrări la Academia în 1841 și a petrecut ore lungi copiind picturile de la Museo del Prado; în special cele ale lui Goya și Diego Velázquez.
S-a înrolat în Miliția Națională în 1843 și a fost membru până la sfârșitul anilor 1850. În anul următor, s-a căsătorit cu Martina Hernández Muñoz. În 1848, aparent suferind de dificultăți financiare, au plecat să locuiască la mătușa ei, Vicenta. În decurs de un an, datorită unor expoziții de succes, a obținut comisioane care le-au permis să-și cumpere propria casă.
În 1850, a fost unul dintre artiștii însărcinați să furnizeze decorațiuni pentru tavanul noului Teatro Real (pictat sau îndepărtat între timp). Regina Isabel a II-a a asistat la vernisaj, l-a numit pictor onorific al curții și l-a numit cavaler în Ordinul Carol al III-lea. După aceea, majoritatea clienților săi au provenit din înalta nobilime; cel mai notabil a fost Marqués de Salamanca⁠(d), care mai târziu a avut unul dintre Picturile negre ale lui Goya să fie îndepărtată și plasată în palatul său.
În 1852, a făcut o călătorie la Paris, probabil însoțit de amanta sa, Francisca Villaamil, sora lui Jenaro Pérez Villaamil. La Paris a intrat sub influența lui Delacroix. În anul următor, el și soția lui s-au despărțit. Împreună cu Francisca a avut patru copii, printre care artistul Eugenio Lucas Villaamil.
În anii 1860, a mai făcut câteva călătorii la Paris, precum și în Elveția și Italia. Într-o călătorie la Paris, se spune că a mers la Luvru și a descoperit că un tablou atribuit lui Diego Velázquez era de fapt unul de-al său. Adevărat sau nu, acest lucru ar putea servi pentru a explica utilizarea numelui „Velázquez”. În ultimii săi ani a fost criticat ca fiind un simplu copiator al lui Goya.
A murit la 11 septembrie 1870 la Madrid.

## Selecție de picturi

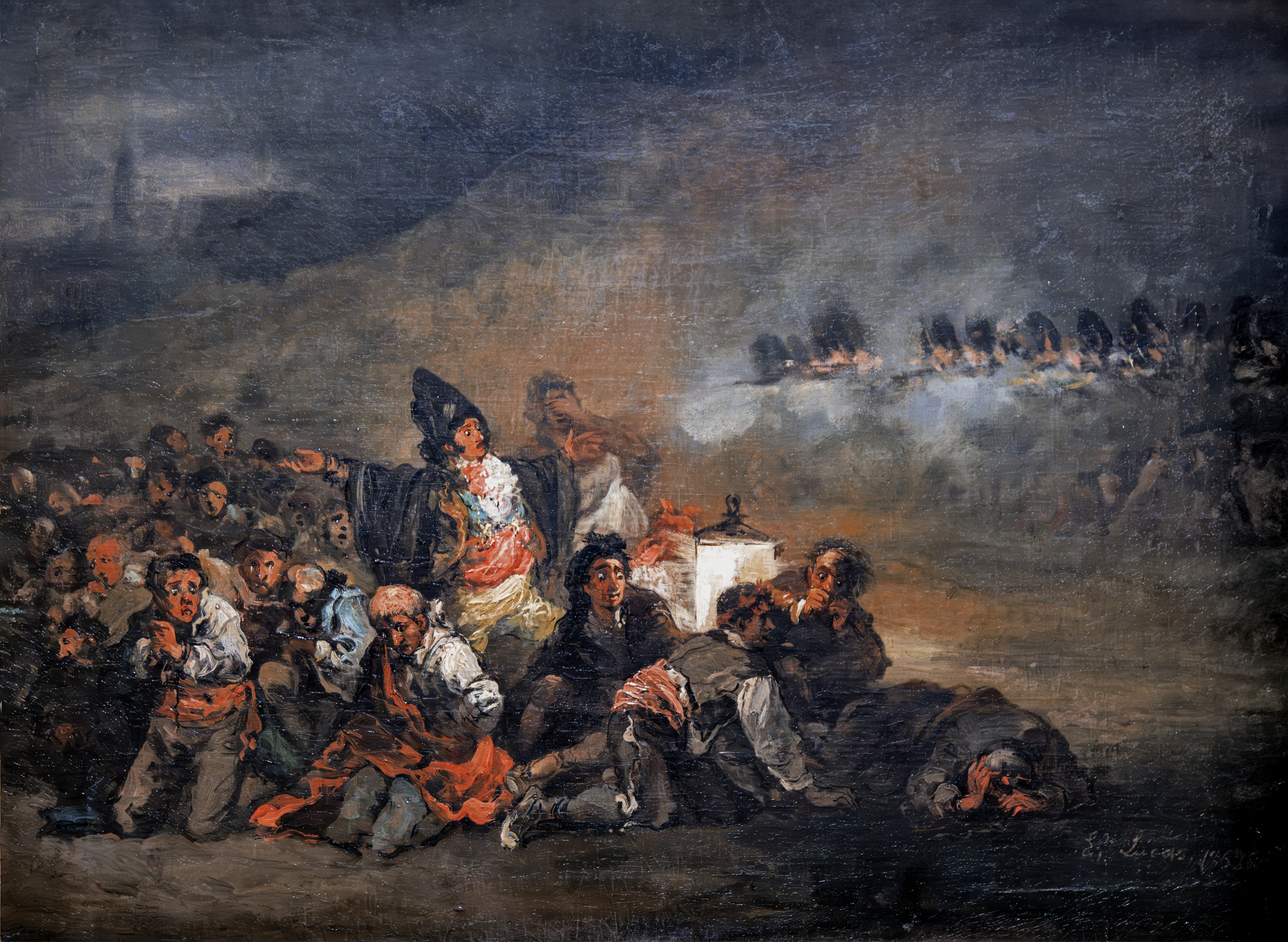
Execuția
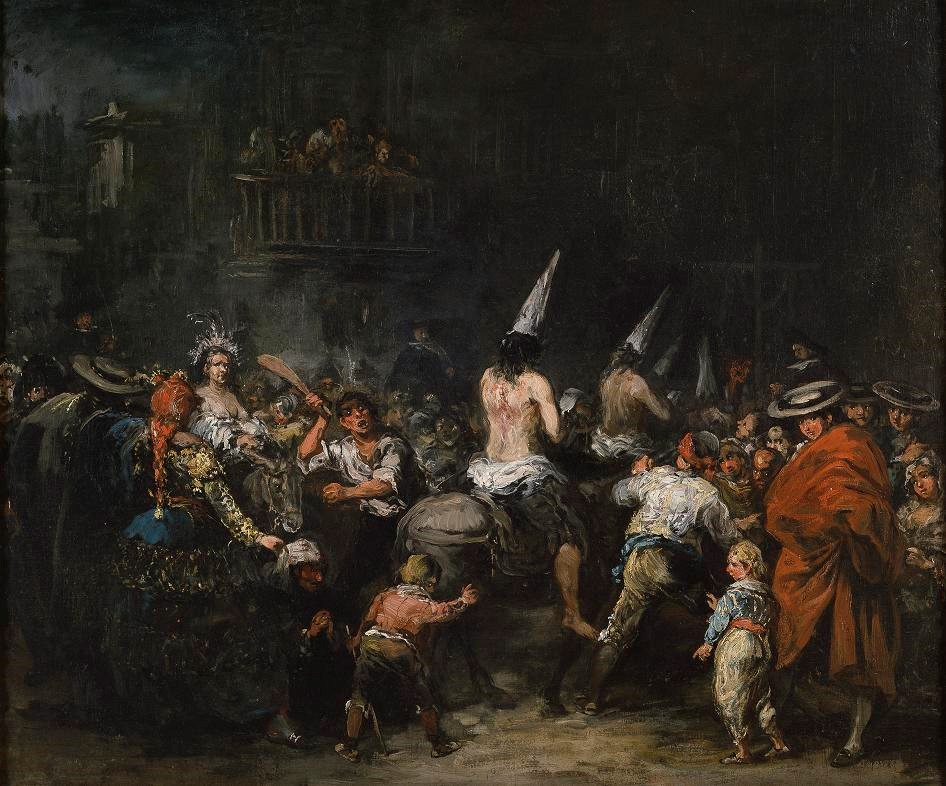
Condamnați de Inchiziție
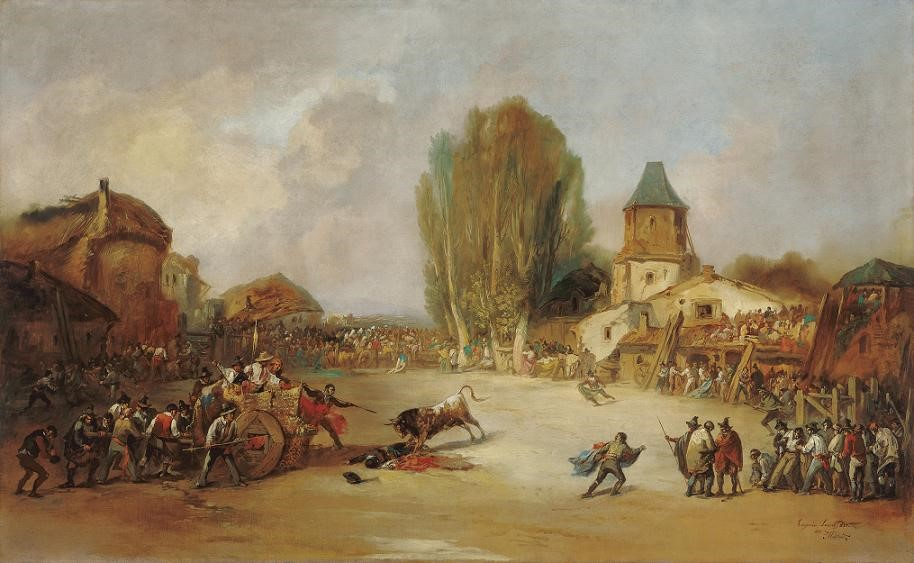
Rănire la luptă de tauri cu amatori
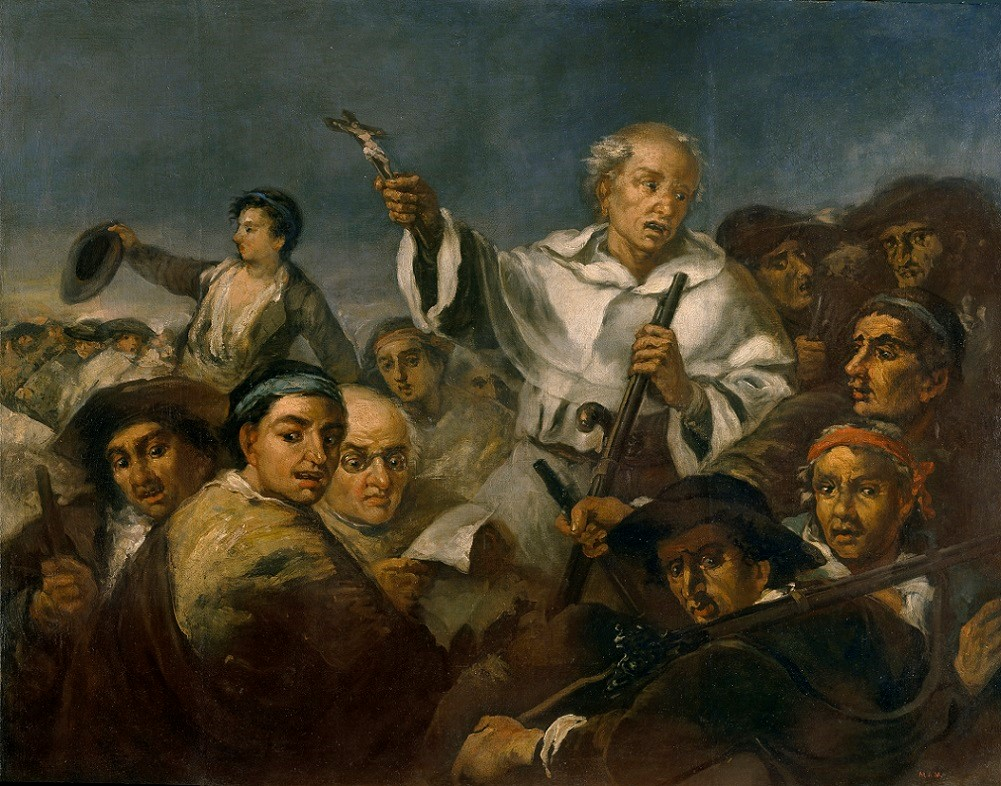
Revoluție
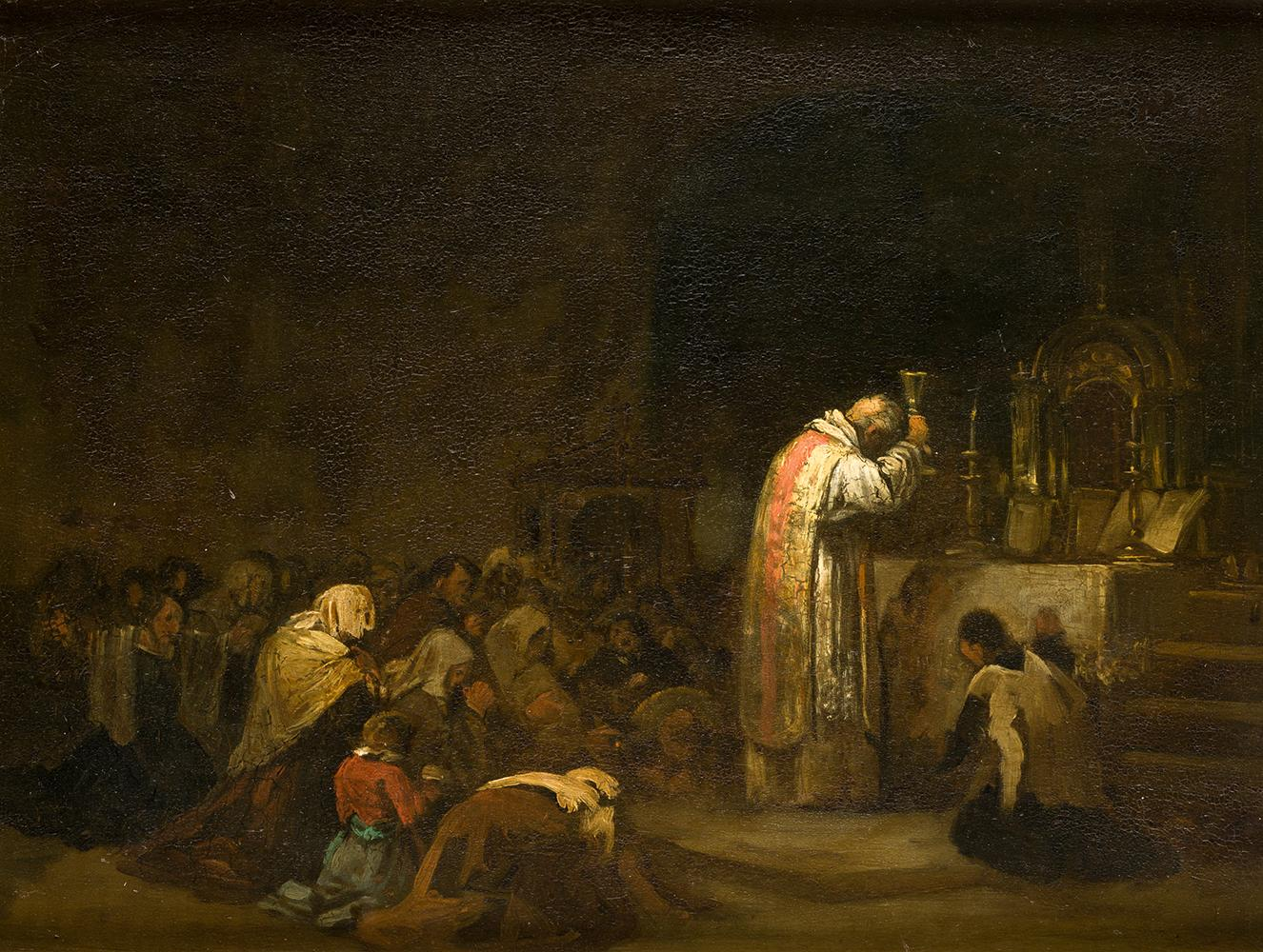
Liturghie (Înălțarea)